# Bradley nemzetközi repülőtér
A Bradley nemzetközi repülőtér (IATA: BDL, ICAO: KBDL) az Amerikai Egyesült Államok egyik nemzetközi repülőtere, amely Hartford közelében található. Éves utasforgalma 5 797 044 fő (2022).

## Futópályák
A repülőtér futópályái:
- 01/19 (4268 ft, 100 ft, aszfalt)
- 06/24 (9510 ft, 200 ft, aszfalt)
- 15/33 (6847 ft, 150 ft, aszfalt)

## Forgalom
Az utasforgalom az elmúlt években az alábbi módon változott:
| Utasok száma | 5 627 016 | 6 888 031 | 6 733 128 | 6 907 042 | 5 334 322 | 5 381 860 | 5 934 291 | 6 436 407 | 2 427 478 | 6 248 165 |
|              | 1998      | 2001      | 2004      | 2006      | 2009      | 2012      | 2015      | 2017      | 2020      | 2023      |

## Légitársaságok és úticélok
2025-ben a Bradley nemzetközi repülőtérről az alábbi járatok indulnak (Utoljára frissítve: 2025-01-5):
| Légitársaság         | Célállomások | Források |
| -------------------- | --- | -------- |
| Aer Lingus           | Dublin | [ 1 ]    |
| American Airlines    | Charlotte, Chicago–O'Hare, Dallas/Fort Worth, Miami Szezonális: Philadelphia, Washington–National | [ 2 ]    |
| American Eagle       | Philadelphia, Washington–National Szezonális: Chicago–O'Hare | [ 2 ]    |
| Avelo Airlines       | Cancún, Charlotte/Concord, Daytona Beach, Houston–Hobby (vége 2025. január 10-től), Lakeland (vége 2025. január 10-től), Montego Bay, Wilmington (NC) Szezonális: Punta Cana (kezdődik 2025. február 21-től) | [ 7 ]    |
| BermudAir            | Bermuda (kezdődik 2025. április 3-tól) | [ 8 ]    |
| Breeze Airways       | Charleston (SC), Columbus–Glenn, Daytona Beach (kezdődik 2025. február 13-tól), Fort Myers, Jacksonville (FL), Las Vegas, New Bern, Norfolk, Pittsburgh, Raleigh/Durham, Richmond, Sarasota, Savannah, Tampa, Vero Beach, Wilmington (NC) (kezdődik 2025. február 13-tól) Szezonális: Cincinnati, Greenville/Spartanburg, Myrtle Beach, Orlando, Phoenix–Sky Harbor | [ 16 ]   |
| Delta Air Lines      | Atlanta, Detroit, Minneapolis/St. Paul | [ 17 ]   |
| Frontier Airlines    | Miami (kezdődik 2025. február 13-tól), Orlando, San Juan, Tampa Szezonális: Atlanta | [ 19 ]   |
| JetBlue              | Fort Lauderdale, Orlando, San Juan, Tampa, West Palm Beach Szezonális: Fort Myers, Los Angeles | [ 20 ]   |
| Southwest Airlines   | Baltimore, Chicago–Midway, Denver, Nashville, Orlando, Tampa Szezonális: Fort Lauderdale, Fort Myers | [ 21 ]   |
| Spirit Airlines      | Szezonális: Fort Lauderdale, Myrtle Beach, Orlando | [ 22 ]   |
| Sun Country Airlines | Szezonális: Minneapolis/St. Paul | [ 23 ]   |
| United Airlines      | Chicago–O'Hare, Denver, Washington–Dulles | [ 24 ]   |
| United Express       | Washington–Dulles Szezonális: Chicago–O'Hare | [ 24 ]   |

### Cargo
| Légitársaság          | Célállomások | Források |
| --------------------- | --- | -------- |
| Amazon Air            | Chicago/Rockford, Cincinnati, Fort Worth/Alliance, Lakeland, Ontario, San Bernardino, Wilmington (OH)                                                                 |          |
| DHL Aviation          | Rochester (NY) Szezonális: Cincinnati |          |
| FedEx                 | Indianapolis, Memphis Szezonális: Buffalo, Manchester (NH) |          |
| United Parcel Service | Chicago/Rockford, Louisville, Ontario, Philadelphia Szezonális: Buffalo, Chicago/Gary, Dallas/Fort Worth, Harrisburg, Manchester (NH), Newark, New York–JFK, Syracuse |          |